# Orgel van de Sint-Pancratiuskerk in Heerlen
Het orgel van de Sint-Pancratiuskerk in de Nederlandse stad Heerlen werd in 1908 gebouwd door de Duitse orgelbouwer Stahlhuth uit Burtscheid. Oorspronkelijk was het een twee-manuaals orgel, maar in 1951 werd het orgel uitgebouwd tot driemanuaals orgel door de firma door Verschueren uit Heythuysen. In 2010 werd het instrument door de fa. Verschueren gerestaureerd.
De dispositie van het orgel luidt als volgt:
| I Hoofdwerk C– |     |
| Bourdon        | 16’ |
| Prestant       | 8’  |
| Bourdon        | 8’  |
| Octaaf         | 4’  |
| Dwarsfluit     | 4’  |
| Superoctaaf    | 2’  |
| Mixtuur IV–VI  |     |
| Trompet        | 8’  |

| II Positief C– |    |
| Nachthoorn     | 8’ |
| Kwintadeen     | 8’ |
| Prestant       | 4’ |
| Roerfluit      | 4’ |
| Octaaf         | 2’ |
| Scherp III–IV  |    |
| Kromhoorn      | 8’ |

| III Zwelwerk C–     |       |
| Prestant            | 8’    |
| Overbl. Fluit       | 8’    |
| Gamba               | 8’    |
| Zweving             | 8’    |
| Holpijp             | 8’    |
| Octaaf              | 4’    |
| Fluit               | 4’    |
| Kwint               | 2 2/3 |
| Piccolo             | 2’    |
| Terts               | 1 3/5 |
| Mixtuur III–IV      |       |
| Terts-Cimbel II–III |       |
| Dulciaan            | 16’   |
| Trompet             | 8’    |
| Schalmei            | 4’    |
|                     |       |
| Tremolo             |       |

| Pedaal C–      |     |
| Contrabas      | 32’ |
| Prestantbas    | 16’ |
| Subbas         | 16’ |
| Zachtbas       | 16’ |
| Octaafbas      | 8’  |
| Gedektbas      | 8’  |
| Koraalbas      | 4’  |
| Mixtuur III–IV |     |
| Bazuin         | 16’ |

Opmerkelijk is de 32' contrabas. 32'-registers zijn bij Nederlandse orgels vanwege de grote ruimte die ze vereisen alsmede de kosten, zeldzaam.